# María Cristina Sangri Aguilar
María Cristina Sangri Aguilar (Chetumal, Quintana Roo, 1 de enero de 1941-ib, 15 de enero de 2022) fue una política mexicana, miembro del Partido Revolucionario Institucional, fue senadora de la República, diputada federal, diputada local y presidenta municipal.

## Biografía
Realizó estudios de Secretariado Ejecutivo Bilingüe en el Colegio St. Catherine en Ciudad de Belice, entonces Honduras Británica. En 1975 fue elegida Diputada de la I Legislatura del Congreso de Quintana Roo por el Distrito electoral local 1 de Quintana Roo siendo la Diputada Mujer en Quintana Ro; para el periodo de 1975 a 1978, en 1981 se convirtió en la primera mujer electa Presidenta Municipal en Quintana Roo, al ser electa presidenta municipal de Othón P. Blanco, municipio cuya cabecera municipal es la capital del estado, Chetumal y cuyo cargo culminó en 1984, luego fue diputada federal por el Distrito electoral federal 1 de Quintana Roo a la LIII Legislatura de 1985 a 1988 y senadora por Quintana Roo para la LIV Legislatura de 1988 a 1991.
De 1991 a 1993 fue Secretaria de Administración del Gobierno del Estado de Quintana Roo, siendo Gobernador Miguel Borge Martín, y posteriormente Directora del Instituto Quintanarroense de la Mujer. Es en la actualidad Presidenta del Comité de Procesos Internos del PRI.
Por su trayectoria ha recibido diversos reconocimientos y condecoraciones.
Falleció en la ciudad de Chetumal, el 15 de enero de 2022.